# Séanna Breathnach
Séanna Breathnach (in inglese: Séanna Walsh; Belfast, 1957) è un attivista irlandese originario dell'Irlanda del nord, volontario della Provisional Irish Republican Army.

## Biografia
Séanna Breathnach è nato a Short Strand, una piccola enclave cattolica di Belfast Est nell'Irlanda del nord. Entrò a far parte della Provisional IRA dopo che i lealisti intimarono alla sua famiglia di andarsene dal quartiere protestante in cui si erano trasferiti e dopo che il gruppo paramilitare dell'UDA colpì a morte il suo amico Patrick McCrory.
Venne arrestato nel 1973 per attività connesse alla Provisional IRA e fu condannato a cinque anni di reclusione. Scontò la sua condanna nel Carcere di Maze, nella località di Long Kesh, dove conobbe e divenne amico di Bobby Sands.
Nel 1976 venne rilasciato e nello stesso anno fu arrestato nuovamente con l'accusa di possesso di arma da fuoco e fu condannato a dieci anni. Venne internato nei Blocchi H di Long Kesh a causa del ritiro da parte del governo britannico dello status politico per i prigionieri di guerra il 1º marzo 1976.
I prigionieri dell'IRA organizzarono allora delle proteste per riottenere lo status di prigionieri politici e non essere così equiparati ai comuni criminali. Walsh prese parte a tutte le iniziative di protesta che i detenuti repubblicani misero in atto.
La prima prese il nome di blanket protest (protesta della coperta) e consisteva nel rifiuto da parte dei prigionieri di indossare la divisa carceraria, coprendosi solo con delle coperte. Più avanti, i detenuti diedero anche il via alla no wash protest o dirty protest (protesta della sporcizia), rifiutandosi di lavarsi, radersi o tagliarsi i capelli e spargendo i propri escrementi sui muri delle celle. Alla fine, nel 1980 i detenuti intrapresero il primo sciopero della fame, a cui nel marzo 1981 seguì il secondo.
Durante il secondo sciopero della fame Walsh era OC (Officer Commanding, il comandante) dei prigionieri dell'IRA nel Blocco H5 e il suo nome venne preso in considerazione per il ruolo di OC di tutti i Blocchi H (ruolo che ricoprì dopo la fine dello sciopero della fame) quando Sands (il precedente OC) cominciò il digiuno. Fu Sands stesso però a raccomandare Brendan "Bik" McFarlane come OC, perché pensava che Walsh gli fosse troppo amico per lasciarlo morire. 
Fu rilasciato dopo sette anni e sette mesi. Successivamente fu condannato ad altri ventidue anni per essere stato trovato a fabbricare esplosivi e bombe di mortaio. Durante la custodia cautelare nella prigione di Crumlin Road divenne nuovamente OC dei detenuti dell'IRA.
È stato rilasciato in base alle disposizioni dell'Accordo del Venerdì Santo del 1998. Nel luglio del 2005 è stato lui a leggere, per la prima volta nella storia dell'organizzazione a volto scoperto, il comunicato dell'IRA che dichiarava conclusa la lotta armata aggiungendo che i "volontari" avrebbero da allora in avanti usato "esclusivamente mezzi pacifici e politici" per perseguire l'obiettivo ultimo dell'organizzazione, l'unità d'Irlanda.
Ha trascorso in totale ventuno anni in prigione. Attualmente lavora per il Sinn Féin.